# Eriocaulon fulvum
Eriocaulon fulvum är en gräsväxtart som beskrevs av Nicholas Edward Brown. Eriocaulon fulvum ingår i släktet Eriocaulon och familjen Eriocaulaceae. Inga underarter finns listade i Catalogue of Life.